# 萨姆·弗里克
塞繆爾·弗里克（英語：Samuel Fricker，2002年5月4日—），澳大利亚男子跳水运动员。他曾代表澳大利亚参加2022年英联邦运动会跳水比赛，联同李世鑫获得男子双人3米跳板铜牌。弗里克利用他在社群媒體上的粉絲創作內容支持各種慈善機構。

## 生平
弗里克就讀於雪梨三一文法學校，在那裡接受了潛水訓練。
自參加2020年東京奧運會以來，弗里克在社交媒體平台TikTok上積累了大批粉絲，粉絲超過120萬。
他目前經營一家生產可生物降解小麥吸管的公司。
2022年11月29日，弗里克被新南威爾士州總督授予澳大利亚体育奖章。

## 榮譽

### 獎章
- 澳大利亚体育奖章：2022年

## 外部連結
- YouTube上的Sam.Fricker頻道
- 萨姆·弗里克的Facebook專頁
- 萨姆·弗里克的Instagram帳戶